# Khu bảo tồn hải cẩu ở Hel

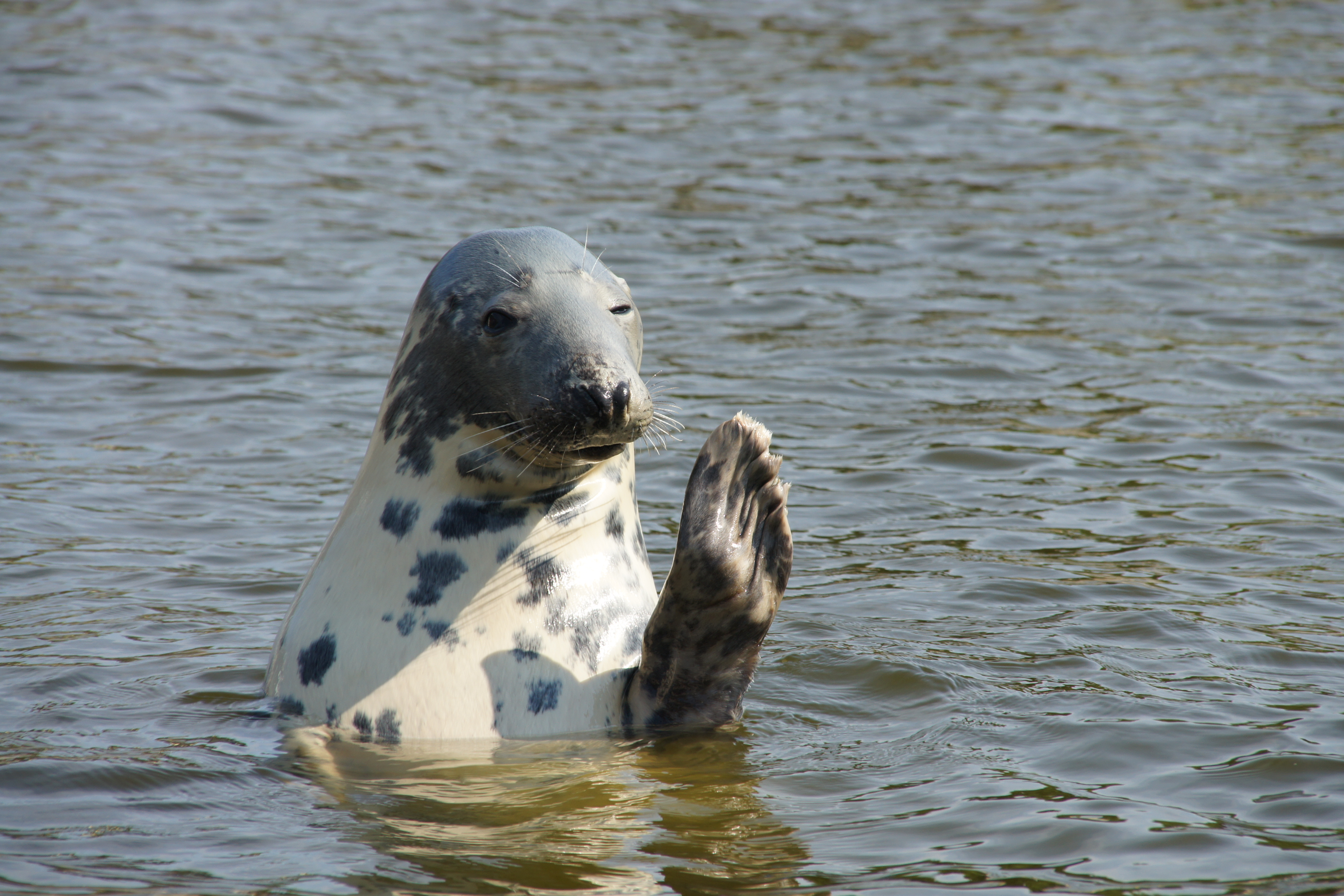
Khu bảo tồn hải cẩu ở Hel

Khu bảo tồn hải cẩu ở Hel (Fokarium w Helu) là một thủy cung công cộng ở thị trấn Hel bên bờ biển Ba Lan của biển Baltic.